# Liste der Tomatensorten/G
Erläuterungen und Quellen: Siehe Hauptartikel!
| Tomatensorte                                                           | Bild | Beschreibung | Quellen                                                    |
| ---------------------------------------------------------------------- | ---- | --- | ---------------------------------------------------------- |
| G 1020                                                                 |      | Züchter: Hoogstraten Jaap | j                                                          |
| G. S. S. Herbert                                                       |      | | g, h                                                       |
| Ga'Hai                                                                 |      | | d                                                          |
| Gab                                                                    |      | | j                                                          |
| Gab Cs 68                                                              |      | | g, h                                                       |
| Gabor                                                                  |      | | j                                                          |
| Gabriela                                                               |      | Züchter: Gawish, Naomi | j, o                                                       |
| Gabriela Tonnel                                                        |      | | o                                                          |
| Gabriella                                                              |      | | j                                                          |
| Gabrya                                                                 |      | | j                                                          |
| Gaby                                                                   |      | | j                                                          |
| Gadari                                                                 |      | | j                                                          |
| Gades                                                                  |      | | j                                                          |
| Gadilia                                                                |      | Züchter: Louis Poloni (Fr) | j                                                          |
| Gagliardo                                                              |      | | j, o                                                       |
| Gaheris                                                                |      | Züchter: Rijk Zwaan Zaadteelt En Zaadhandel B.V. | j                                                          |
| Gaiardo                                                                |      | Züchter: Sativa Seed & Services S.R.L. - Cesena (It) | j                                                          |
| Gaidas                                                                 |      | Züchter: Dmitrieva Anna Sergeevna, Grushanin Aleksej Ivanovich, Lyubina Nikolaj Nikolaevich, Dyakunchak Svetlana Aleksandrovna | j                                                          |
| Gail                                                                   |      | | c, e                                                       |
| Gail's Sweet Plum                                                      |      | | c, d                                                       |
| Gaio De Melon                                                          |      | | m                                                          |
| Gaizka                                                                 |      | Züchter: Syngenta Crop Protection AG | j, o                                                       |
| Gajduk                                                                 |      | Züchter: Tarasov Yurij Dmitrievich | j                                                          |
| Gajo De Melon                                                          |      | | c, e, d                                                    |
| Gajo De Melon Purple                                                   |      | | f                                                          |
| Gala                                                                   |      | Züchter: Hungaroseed | j, o                                                       |
| Galahad                                                                |      | Züchter: Hazera Seeds B.V. | j                                                          |
| Galaksi 152                                                            |      | | j                                                          |
| Galaktika                                                              |      | Züchter: Ignatova Svetlana Ilyinichna, Gorshkova Nina Sergeevna, Tereshonkova Tatiyana Arkadievna | j                                                          |
| Galanga                                                                |      | | j                                                          |
| Galant                                                                 |      | Züchter: Leen De Mos Groentezaden B.V. | j                                                          |
| Galapagos                                                              |      | Züchter: Gavrish Sergej Fedorovich, Morev Viktor Vasilievich, Amcheslavskaya Elena Valentinovna, Volok Olga Anatolievna | c, j                                                       |
| Galapagos Island                                                       |      | | f                                                          |
| Galapagos Island, Pear Shaped                                          |      | | d                                                          |
| Galapagos Wildform (oder: Galapagos Wildtomate)                        |      | | c, d, e                                                    |
| Galaring                                                               |      | Züchter: Louis Poloni (Fr) | j                                                          |
| Galary                                                                 |      | | j                                                          |
| Galary I                                                               |      | | j                                                          |
| Galatea                                                                |      | Züchter: Zeraim Gedera Ltd. | c, d, j, o                                                 |
| Galatino                                                               |      | Züchter: Pubblico Dominio | j                                                          |
| Galaxy                                                                 |      | Züchter: Axia Vegetable Seeds B.V. | g, h, j, o                                                 |
| Galba                                                                  |      | Züchter: Syngenta Participations AG | j                                                          |
| Galbina                                                                |      | | g, h                                                       |
| Galeni Gelb                                                            |      | | c                                                          |
| Galeni Rot                                                             |      | | c                                                          |
| Galenja Iti Visnevidnyj                                                |      | | g, h                                                       |
| Galeon                                                                 |      | Züchter: Seminis Veget.Seeds Inc | j, o                                                       |
| Galera                                                                 |      | | c, j                                                       |
| Gali                                                                   |      | Züchter: Les Graines Caillard Sa (Fr) | j                                                          |
| Galicja                                                                |      | Züchter: Zakład Ogrodniczy Przyborów Sp. Z O.O. | j                                                          |
| Galilea                                                                |      | | j, o                                                       |
| Galileo                                                                |      | | j                                                          |
| Galina                                                                 |      | Züchter: Hazera Genetics (Il) | c, j, m, o                                                 |
| Galina Grande                                                          |      | | c, d, k                                                    |
| Galina Pancheva                                                        |      | Züchter: Panchev Yurij Ivanovich, Panchev Yurij Yurievich | j                                                          |
| Galina's (oder: Galinas)                                               |      | | e, k                                                       |
| Galina's Red                                                           |      | | c, d                                                       |
| Galina's Yellow (oder: Galinas Yellow)                                 |      | | c, d, g, h                                                 |
| Galina's Yellow X Grub's Mystery Green                                 |      | | c, d                                                       |
| Galja                                                                  |      | | n                                                          |
| Gallant                                                                |      | | j                                                          |
| Gallego                                                                |      | | d                                                          |
| Gallery                                                                |      | | j                                                          |
| Galli                                                                  |      | Züchter: Daehnfeld L. A/S | j                                                          |
| Gallinaro                                                              |      | | c, d                                                       |
| Gallity                                                                |      | | j                                                          |
| Gallo Plum                                                             |      | | c, d                                                       |
| Galo                                                                   |      | Züchter: Zeta Seeds, S.L. | j                                                          |
| Galochka                                                               |      | Züchter: Ignatova Svetlana Ilyinichna, Gorshkova Nina Sergeevna, Tereshonkova Tatiyana Arkadievna, Chaukina Antonina Valentinovna | j                                                          |
| Gama                                                                   |      | | j                                                          |
| Gamaiun (oder: Gamajun. Gamayun)                                       |      | Züchter: Ovoshchnaia Opytnaia Stantsiia Tskha Im. V.I.Edelshtejna, 127550, G.Moskva, Ul.Pasechnaia, 5, Russia | c, j, o                                                    |
| Gambit                                                                 |      | | j                                                          |
| Gamlet                                                                 |      | Züchter: Gavrish Sergej Fedorovich, Stolpnikova Tamara Vladimirovna | j                                                          |
| Gamlex                                                                 |      | | j                                                          |
| Gamze                                                                  |      | Züchter: Degreef Paul | j, o                                                       |
| Gandhi                                                                 |      | | j                                                          |
| Gandia                                                                 |      | | g, h                                                       |
| Gandria                                                                |      | | c, d                                                       |
| Gandzak                                                                |      | | d                                                          |
| Gange                                                                  |      | | j                                                          |
| Ganges                                                                 |      | Züchter: Syngenta Participations AG | j, o                                                       |
| Gangut                                                                 |      | Züchter: Gavrish Sergej Fedorovich, Morev Viktor Vasilievich, Amcheslavskaya Elena Valentinovna, Volok Olga Anatolievna, Vasilieva Margarita Yurievna | j                                                          |
| Ganimet                                                                |      | | j                                                          |
| Ganiy                                                                  |      | | j                                                          |
| Gannet 48                                                              |      | | j, o                                                       |
| Ganti                                                                  |      | | c, d, g, h                                                 |
| Garance                                                                |      | Züchter: Agri Obtentions Sa (Fr)/Institut National De La Recherche Agronomique (Fr) | j                                                          |
| Garant                                                                 |      | Züchter: Farber Vladimir Vladimirovich, Smirnova Elena Anatolievna | j, o                                                       |
| Garanto                                                                |      | | j                                                          |
| Garbino                                                                |      | | j                                                          |
| Garbo                                                                  |      | Züchter: Hoogstraten Jaap | j                                                          |
| Gardala                                                                |      | Züchter: Syngenta Seeds B.V. | j                                                          |
| Gardel                                                                 |      | Züchter: Jaap Hoogstraten | j, o                                                       |
| Gardel Rs                                                              |      | Züchter: Seminis Veget.Seeds Inc | j                                                          |
| Gardemarin                                                             |      | Züchter: Ignatova Svetlana Ilyinichna, Gorshkova Nina Sergeevna, Tereshonkova Tatiyana Arkadievna | j                                                          |
| Gardemariny                                                            |      | | d                                                          |
| Garden                                                                 |      | | g, h                                                       |
| Garden Gem                                                             |      | Züchter: Florida Foundation Seed Producers, Inc. | j, o                                                       |
| Garden Lime                                                            |      | | c, d                                                       |
| Garden Peach                                                           |      | | c, d, k                                                    |
| Garden Pearl                                                           |      | | d                                                          |
| Garden Treasure                                                        |      | Züchter: Florida Foundation Seed Producers, Inc. | j, o                                                       |
| Garden Zebra                                                           |      | | d                                                          |
| Gardenberry                                                            |      | Züchter: Tokita Seed Co. Ltd. | j, o                                                       |
| Gardener's Delight                                                     |      | | d, g, a, f, g, h, j, k                                     |
| Gardener's Delight                                                     |      | | o                                                          |
| Gardener's Delight Cherry                                              |      | | c                                                          |
| Gardening Delight                                                      |      | | j                                                          |
| Gargamel                                                               |      | | c, d, e                                                    |
| Garincha                                                               |      | | j                                                          |
| Garmoniya                                                              |      | Züchter: Gavrish Sergej Fedorovich, Morev Viktor Vasilievich, Amcheslavskaya Elena Valentinovna | j                                                          |
| Garmoshka                                                              |      | Züchter: Kandoba Elena Evgenievna, Kandoba Aleksej Viktorovich | j                                                          |
| Garnet                                                                 |      | | j                                                          |
| Garret                                                                 |      | Züchter: Pioneer Hi-Bred Italia Servizi Agronomici Srl | j                                                          |
| Gartenfreude                                                           |      | | g, h                                                       |
| Gartenperle                                                            |      | Züchter: Gartenland Produktion GmbH Aschersleben | c, d, f, j                                                 |
| Gärtner Sturm                                                          |      | | n                                                          |
| Garvey's Beefsteak                                                     |      | | c, d                                                       |
| Garvey's Plum                                                          |      | | c, d                                                       |
| Gary Ibsen's Gold                                                      |      | | c, d, k                                                    |
| Gary Millwood's Red                                                    |      | | d                                                          |
| Gary O'Sena                                                            |      | | c, d, e, f                                                 |
| Gary's Golden Bear                                                     |      | | c, d                                                       |
| Gaspacho                                                               |      | Züchter: Gavrish Sergej Fedorovich, Kapustina Raisa Nikolaevna, Gladkov Dmitrij Sergeevich, Sedin Aleksej Anatolievich, Nesterovich Arkadij Nikolaevich, Volkov Aleksandr Aleksandrovich, Semenova Anna Nikolaevna, Artemieva Galina Mihajlovna, Filimonova Yuliya Alekseevna                                    | j                                                          |
| Gaspar                                                                 |      | | j                                                          |
| Gaspara                                                                |      | Züchter: Hazera Genetics | j, o                                                       |
| Gatenio                                                                |      | Züchter: Nirit Seeds Ltd | j                                                          |
| Gattiles                                                               |      | Züchter: Syngenta Participations AG | j                                                          |
| Gaucho                                                                 |      | | j                                                          |
| Gaucho Melhorado                                                       |      | | c                                                          |
| Gaudi                                                                  |      | Züchter: Rijk Zwaan Zaadteelt En Zaadhandel B.V. | j                                                          |
| Gaudio                                                                 |      | Züchter: Isi Sementi Spa | j                                                          |
| Gautier 8039                                                           |      | Züchter: Graines Gautier, S.A. | j                                                          |
| Gautier Cf 105                                                         |      | Züchter: Graines Gautier, S.A. | j                                                          |
| Gautier Cf 70                                                          |      | Züchter: Graines Gautier, S.A. | j                                                          |
| Gautier No 203                                                         |      | Züchter: Graines Gautier, S.A. | j                                                          |
| Gautier No 205                                                         |      | Züchter: Graines Gautier, S.A. | j                                                          |
| Gautier No 206                                                         |      | Züchter: Graines Gautier, S.A. | j                                                          |
| Gautier V252                                                           |      | Züchter: Gautier Semences Sas | j                                                          |
| Gavrosh                                                                |      | Züchter: Gavrish Sergej Fedorovich, Morev Viktor Vasilievich, Amcheslavskaya Elena Valentinovna | j                                                          |
| Gaya                                                                   |      | Züchter: S.A.I.S. Societá Agricola Italiana Sementi | j                                                          |
| Gazzella                                                               |      | Züchter: Mario Faraone Mennella | j, o                                                       |
| Gbt Lines                                                              |      | | d                                                          |
| Gc 787                                                                 |      | | j                                                          |
| Ge Lei                                                                 |      | | j, o                                                       |
| Geant Reif Red                                                         |      | | c                                                          |
| Geante                                                                 |      | | c                                                          |
| Géante D'Orenburg                                                      |      | Züchter: Domaine Public (Fr) | j                                                          |
| Géante De Hutt                                                         |      | | c, e                                                       |
| Géante De Tézier                                                       |      | | g, h                                                       |
| Geante Rose                                                            |      | | c                                                          |
| Geante Rouge Grimpante                                                 |      | | c                                                          |
| Gedoma                                                                 |      | Züchter: Syngenta Participations AG | j                                                          |
| Geffen                                                                 |      | | j                                                          |
| Geflammte Paprikaförmige                                               |      | | c, m                                                       |
| Geflammte Von Ulli                                                     |      | | c                                                          |
| Geheimnis                                                              |      | | c                                                          |
| Gelb-Rot Gestreifte Aus Russland                                       |      | | n                                                          |
| Gelbe 07                                                               |      | | g, h                                                       |
| Gelbe Aus Bayern                                                       |      | | c                                                          |
| Gelbe Aus Bialystok                                                    |      | | c                                                          |
| Gelbe Balkon                                                           |      | | c, g, h                                                    |
| Gelbe Banane                                                           |      | | c                                                          |
| Gelbe Birne                                                            |      | | c, n                                                       |
| Gelbe Cherry                                                           |      | | c, f                                                       |
| Gelbe Clementine                                                       |      | | c                                                          |
| Gelbe Colsmann                                                         |      | | n                                                          |
| Gelbe Dattelwein                                                       |      | | n                                                          |
| Gelbe Dattelweintomate                                                 |      | | c, d, m                                                    |
| Gelbe Fleischtomate                                                    |      | | c, e                                                       |
| Gelbe Galapagos-Wildtomate                                             |      | | m                                                          |
| Gelbe Große Fleischtomate                                              |      | | g, h, n                                                    |
| Gelbe Hager                                                            |      | | c                                                          |
| Gelbe Helene                                                           |      | | e, g, h, n                                                 |
| Gelbe Johannisbeere                                                    |      | | j, n, o                                                    |
| Gelbe Kirsche                                                          |      | | c                                                          |
| Gelbe Kirschtomate                                                     |      | | n                                                          |
| Gelbe Kleine Runde Aus Bordeaux                                        |      | | c                                                          |
| Gelbe Kugel                                                            |      | | c, n                                                       |
| Gelbe Langtraubige Johannisbeertomate                                  |      | | m                                                          |
| Gelbe Mittelgroße Runde Aus Bordeaux                                   |      | | c                                                          |
| Gelbe Oval                                                             |      | | c                                                          |
| Gelbe Ovale Cherry                                                     |      | | c                                                          |
| Gelbe Paprika                                                          |      | | c                                                          |
| Gelbe Perle                                                            |      | | c, m                                                       |
| Gelbe Peruanische                                                      |      | | n                                                          |
| Gelbe Riesen-Wildtomate                                                |      | | n                                                          |
| Gelbe Riesenbutter                                                     |      | | c, n                                                       |
| Gelbe Riesentraube (oder: Yellow Riesentraube)                         |      | | c, d                                                       |
| Gelbe Rose                                                             |      | | n                                                          |
| Gelbe Runde                                                            |      | | n                                                          |
| Gelbe Runde Tauschmarkt                                                |      | | n                                                          |
| Gelbe Saure                                                            |      | | m                                                          |
| Gelbe Sonne                                                            |      | | n                                                          |
| Gelbe Tomate Thun                                                      |      | | c, d                                                       |
| Gelbe Traube                                                           |      | | f                                                          |
| Gelbe Uitz                                                             |      | | c, n                                                       |
| Gelbe Von Der Krim                                                     |      | | c                                                          |
| Gelbe Von Der Krim (oder: Krimsky Zhelty)                              |      | | n                                                          |
| Gelbe Von Luthy                                                        |      | | c                                                          |
| Gelbe Von Paki (oder: Amarilla)                                        |      | | n                                                          |
| Gelbe Von Thun                                                         |      | | e, n                                                       |
| Gelbe Von Thun Und Würmli                                              |      | Herkunft: Schweiz | a                                                          |
| Gelbe Von Ulli                                                         |      | | c                                                          |
| Gelbe Wildtomate                                                       |      | | c                                                          |
| Gelbe Wolgadeutsche Fleischtomate                                      |      | | f                                                          |
| Gelber Favorit                                                         |      | | c, m                                                       |
| Gelber Gigant (oder: Yellow Giant)                                     |      | | c, d, g, h                                                 |
| Gelber Moneymaker (oder: Yellow Moneymaker)                            |      | Herkunft: England | a                                                          |
| Gelber Pfirsich (oder: Pêche Jaune)                                    |      | | n                                                          |
| Gelbes Birnchen (oder: Yellow Pearshaped)                              |      | Herkunft: um 1800, USA. Fruchtgewicht: 12 bis 15 g. Frucht: birnenförmig, gelb. Geschmack: nur wenig Aroma, kaum Süße, etwas mehlig. Pflanzenhöhe: 2,5 m. | c, e, g, h, j, l, m                                        |
| Gelbes Ei (oder: Yellow Egg)                                           |      | | c, d, e, n                                                 |
| Gelbes Herz                                                            |      | | c, m                                                       |
| Gelbes Ochsenherz (oder: Yellow Oxheart)                               |      | | c, d, e, m                                                 |
| Gelbes Sternchen                                                       |      | | c                                                          |
| Gelbfrucht                                                             |      | | g, h                                                       |
| Gelbgrüne Süße                                                         |      | | n                                                          |
| Gelena                                                                 |      | Züchter: Panchev Yurij Ivanovich | j                                                          |
| Gelincik                                                               |      | | j                                                          |
| Gelius                                                                 |      | Züchter: Zhidkova Valentina Andreevna, Mihed Valentina Stepanovna, Altuhov Yurij Petrovich, Arhipova Tatiyana Petrovna | j                                                          |
| Gem                                                                    |      | | g, h                                                       |
| Gem 604                                                                |      | | j, o                                                       |
| Gem Mart                                                               |      | | j, o                                                       |
| Gem Pride                                                              |      | | j                                                          |
| Gem State                                                              |      | | c, d, f, g, h                                              |
| Gema-Fca                                                               |      | Züchter: Campo Exp.J.F.Villarino | j                                                          |
| Gemelo                                                                 |      | Züchter: Rijk Zwaan Z.Z. B.V. | j, o                                                       |
| Gemini                                                                 |      | | j, o                                                       |
| Gemini Star                                                            |      | | j, o                                                       |
| Gemma                                                                  |      | | j                                                          |
| Gemma Juwel                                                            |      | | n                                                          |
| Genaro                                                                 |      | | j                                                          |
| Genaros                                                                |      | | j                                                          |
| Genat                                                                  |      | | j                                                          |
| General                                                                |      | | j                                                          |
| Generator                                                              |      | Züchter: Gubko Valentina Nikolaevna, Kamanin Andrej Aleksandrovich | j                                                          |
| Generoso                                                               |      | | j, o                                                       |
| Genery                                                                 |      | Züchter: Rijk Zwaan Zaadteelt En Zaadhandel B.V. | j                                                          |
| Genesis                                                                |      | Züchter: Pioneer Hi-Bred Italia Servizi Agronomici Srl | j                                                          |
| Geneva 11                                                              |      | | g, h                                                       |
| Geneva 903                                                             |      | | g, h                                                       |
| Geneva T 5                                                             |      | | g, h                                                       |
| Gengis                                                                 |      | | j, o                                                       |
| Genio                                                                  |      | Züchter: Clause - Tezier (Fr) | j                                                          |
| Genius                                                                 |      | | j                                                          |
| Gennadich                                                              |      | Züchter: Gladkov Dmitrij Sergeevich | j                                                          |
| Gennadij                                                               |      | Züchter: Tarasov Yurij Dmitrievich | j                                                          |
| Genny                                                                  |      | | j                                                          |
| Genoa                                                                  |      | | j                                                          |
| Genoves (oder: Genovés. Genovese)                                      |      | Züchter: Enza Zaden Beheer B.V. | g, h, j                                                    |
| Gentyl                                                                 |      | Züchter: Vilmorin Sa (Fr) | j                                                          |
| Genuine Italian Potato Leaf                                            |      | | c, d                                                       |
| Geo                                                                    |      | Züchter: Consorzio Agrario Provinciale Di Parma | j                                                          |
| Geo 12                                                                 |      | Züchter: Hristo Atanasov Georgiev | j                                                          |
| Geo Isidora                                                            |      | Züchter: Nikos Hatzopoulos | j                                                          |
| Geogien 2                                                              |      | | m                                                          |
| George Detsikas Italian Red                                            |      | | d                                                          |
| George Washington                                                      |      | | c, d                                                       |
| George's Greek Beefsteak                                               |      | | c, d                                                       |
| George's Green                                                         |      | | c, d                                                       |
| George's Lemon Oxheart                                                 |      | | c, d                                                       |
| Georgia                                                                |      | Züchter: Gospodarstwo Rolne Paulina Bartkowska | j                                                          |
| Georgia Peach                                                          |      | | c, d                                                       |
| Georgia Streak                                                         |      | | c, d, e, f, g, h, k, m, n                                  |
| Georgien                                                               |      | | c                                                          |
| Georgien 2                                                             |      | | c                                                          |
| Geraldine                                                              |      | Züchter: Hebrew Uni/Hazera | c, j, o                                                    |
| Geranium Kiss                                                          |      | | c, d, f                                                    |
| Geras                                                                  |      | Züchter: Gavrish Sergej Fedorovich, Morev Viktor Vasilievich, Amcheslavskaya Elena Valentinovna, Degovtsova Tatiyana Vladimirovna, Volok Olga Anatolievna | j                                                          |
| Gerbino                                                                |      | Züchter: Yuksel Seeds Ltd. | j                                                          |
| Gerda                                                                  |      | Züchter: Hazera Genetics Ltd (Il) | j                                                          |
| Gerico                                                                 |      | | j                                                          |
| Gerig                                                                  |      | | c, d                                                       |
| Gerig Regular Leaf                                                     |      | | d                                                          |
| Gerkules                                                               |      | Züchter: Lukiyanenko Anatolij Nikitovich, Egiyan Madlena Egishevna, Lukiyanenko Oleg Anatolievich | c, j                                                       |
| Germaid Red                                                            |      | | c, d, e, f                                                 |
| German                                                                 |      | | c, d, h, k                                                 |
| German Amish                                                           |      | | d                                                          |
| German Amish Beefsteak                                                 |      | | c                                                          |
| German Beefsteak                                                       |      | | d                                                          |
| German Bell                                                            |      | | c, d                                                       |
| German Big                                                             |      | | c, d                                                       |
| German Big Leaf                                                        |      | | c, d                                                       |
| German Black                                                           |      | | c, d                                                       |
| German Breault                                                         |      | | c, d                                                       |
| German Bushy                                                           |      | | f, g, h                                                    |
| German Cascade                                                         |      | | c, d                                                       |
| German Dwarf Bush                                                      |      | | c                                                          |
| German Extreme Dwarf Busch                                             |      | | f                                                          |
| German Giant                                                           |      | | c, d, k                                                    |
| German Gold                                                            |      | | c, d, f, g, h, j, k, n, o                                  |
| German Head                                                            |      | | c, d, e, g, h                                              |
| German Johnson                                                         |      | | c, d, f, k                                                 |
| German Johnson Pink                                                    |      | Züchter: Domaine Public (Fr) | j                                                          |
| German Johnson Potato Leaf                                             |      | | d                                                          |
| German Karmesin                                                        |      | | n                                                          |
| German Lunchbox                                                        |      | | c, d                                                       |
| German Mise                                                            |      | | c, d                                                       |
| German Mortgage Lifter                                                 |      | | c, d                                                       |
| German Nebraska                                                        |      | | c, d                                                       |
| German Pink                                                            |      | | c, d                                                       |
| German Purple                                                          |      | | c, d                                                       |
| German Queen                                                           |      | | c, d, e, g, h, k                                           |
| German Red                                                             |      | | c, d                                                       |
| German Red Strawberry                                                  |      | Züchter: Domaine Public (Fr) | b, c, d, e, g, j, k                                        |
| German Striped Stuffer                                                 |      | | d, k                                                       |
| German Yellow Stripe                                                   |      | | c, d                                                       |
| Geronimo                                                               |      | Züchter: De Ruiter Zonen (Nl) | j                                                          |
| Gerry                                                                  |      | | j, o                                                       |
| Gesa                                                                   |      | Züchter: Syngenta Seeds | j                                                          |
| Gestreifte Aus Deutschland                                             |      | | c                                                          |
| Gestreifte Beuteltomate                                                |      | | g, h                                                       |
| Gestreifte Birnenförmige aus Sibirien                                  |      | | c, m                                                       |
| Gestreifte Casada                                                      |      | | n                                                          |
| Gestreifte Mittelgroße                                                 |      | | c                                                          |
| Gestreifte Paprikaförmige                                              |      | | c                                                          |
| Gestreifte Pflaume                                                     |      | | c                                                          |
| Gestreiftes Venusbrüstchen                                             |      | | c                                                          |
| Gestreiftes Wunder                                                     |      | | c                                                          |
| Getapnja (oder: Getapnya)                                              |      | | c, d                                                       |
| Geumgwangaya                                                           |      | Züchter: Roh, Il-Rae, Jeong Hae-Boong, Chae, Young, Cheong, Jae-Woan, Jeong, Ho-Jeong, Cho Myoung-Hwan | j, o                                                       |
| Gevas 73                                                               |      | | j                                                          |
| Gevora                                                                 |      | Züchter: Sia (Extrema), E. Ensy (Malag) | j, o                                                       |
| Geya                                                                   |      | Züchter: Mamedov Mubariz Isa Ogly, Agapov Aleksandr Stepanovich, Skvortsova Rufina Vasilievna, Kondratieva Irina Yurievna, Gurkina Lyubov' Kirillovna | c, j                                                       |
| Geysir                                                                 |      | | j, o                                                       |
| Geza's Charleston                                                      |      | | c, d                                                       |
| Geza's Strawberry Potato                                               |      | | c, d                                                       |
| Gezahnte II                                                            |      | | c                                                          |
| Gezahnte Tomate                                                        |      | | a, c, d, n                                                 |
| Ghada                                                                  |      | | j                                                          |
| Ghania                                                                 |      | Züchter: Vilmorin Sa (Fr) | j                                                          |
| Ghazalah                                                               |      | | j                                                          |
| Ghazera                                                                |      | | j                                                          |
| Ghida                                                                  |      | | j                                                          |
| Ghittia                                                                |      | Züchter: Agrosel S.R.L. | j                                                          |
| Ghost Cherry                                                           |      | | c, d, e, g, h, k                                           |
| Giacomo                                                                |      | Züchter: Rijk Zwaan Zaadteelt En Zaadhandel B.V. | j, o                                                       |
| Giada Er 93                                                            |      | Züchter: Universita' Degli Studi Di Bologna - Istituto Di Agronomia Generale E Coltivazioni Erbacee | j                                                          |
| Giallo A Grappoli                                                      |      | | d                                                          |
| Gianna                                                                 |      | Züchter: Blumen Group S.P.A | j                                                          |
| Giannini                                                               |      | | c, d                                                       |
| Giano                                                                  |      | | j                                                          |
| Giant 11                                                               |      | | c, d, k                                                    |
| Giant African                                                          |      | | d                                                          |
| Giant Beefsteak                                                        |      | | c, d                                                       |
| Giant Belgium                                                          |      | | c, d, f, k                                                 |
| Giant Fiolet                                                           |      | | c, d                                                       |
| Giant Green Zebra                                                      |      | | c, d, e, g, h                                              |
| Giant II                                                               |      | | d                                                          |
| Giant Issioma                                                          |      | | c                                                          |
| Giant Italian Paste                                                    |      | | c, d                                                       |
| Giant Italian Red Whopper                                              |      | | c, d                                                       |
| Giant King                                                             |      | | d                                                          |
| Giant Oxheart                                                          |      | | c, d, f, k                                                 |
| Giant Paste                                                            |      | | c, d, k                                                    |
| Giant Pear                                                             |      | | c, d                                                       |
| Giant Rosy                                                             |      | | c, d                                                       |
| Giant Sicilian                                                         |      | | c                                                          |
| Giant Sicilian Paste                                                   |      | | d                                                          |
| Giant Syrian                                                           |      | | c, d, f, g, h, k                                           |
| Giant Tree                                                             |      | Reifezeit: 80 bis 90 Tage. | c, d, i (31. August 2016)                                  |
| Giant White Beefsteak                                                  |      | | c, m                                                       |
| Giant Zebra                                                            |      | | b                                                          |
| Giara                                                                  |      | Züchter: Esasem Spa. (It) | j                                                          |
| Giaron                                                                 |      | | j                                                          |
| Giasone                                                                |      | | j                                                          |
| Gibberosa                                                              |      | | g, h                                                       |
| Gibraltar                                                              |      | | j                                                          |
| Gibson                                                                 |      | Züchter: Pioneer Hi-Bred Italia Servizi Agronomici Srl | j                                                          |
| Gico                                                                   |      | | j                                                          |
| Gift                                                                   |      | | g, h                                                       |
| Gift From Woodlands                                                    |      | | g, h                                                       |
| Gigant (oder: Giant)                                                   |      | Züchter: Jasinska Danuta | c, d, j, o                                                 |
| Gigant 10 Novikova                                                     |      | | c, d                                                       |
| Gigant Dukhova                                                         |      | | d                                                          |
| Gigant Krasnij                                                         |      | | c, d                                                       |
| Gigant Kubani                                                          |      | | c, d                                                       |
| Gigant Limonnyj (oder: Gigant Limonnji)                                |      | Züchter: Vasilevskij Viktor Anatolievich, Korochkin Vladislav Leontievich, Korotkov Sergej Anatolievich, Kochkin Aleksandr Viktorovich | c, d, j                                                    |
| Gigant Novikova                                                        |      | Züchter: Nastenko Nataliya Viktorovna, Kachajnik Vladimir Georgievich, Kandoba Aleksej Viktorovich | j                                                          |
| Gigant Pelina                                                          |      | | c, d                                                       |
| Gigant Purelesa                                                        |      | | c, d                                                       |
| Gigant Rosa                                                            |      | | c                                                          |
| Gigante                                                                |      | | j                                                          |
| Gigante Castila                                                        |      | | d                                                          |
| Gigante De Calabria                                                    |      | | c                                                          |
| Gigante De Cantabria                                                   |      | | d                                                          |
| Gigante Del Romeral                                                    |      | | n                                                          |
| Gigante Della Toscana                                                  |      | | n                                                          |
| Gigante Los Chortales                                                  |      | | c, d                                                       |
| Gigantella                                                             |      | Züchter: Avdeev Yurij Ivanovich, Kigashpaeva Olga Petrovna, Ivanova Lyudmila Mihajlovna, Avdeev Andrej Yurievich, Shevchenko Galina Nikolaevna | c, d, j                                                    |
| Gigantesque                                                            |      | | c, d, k                                                    |
| Gigantico                                                              |      | | j, o                                                       |
| Giganto                                                                |      | | j                                                          |
| Gigantomo                                                              |      | | j                                                          |
| Gigawak                                                                |      | Züchter: Syngenta Crop Protection AG | j, o                                                       |
| Gigione                                                                |      | Züchter: Syngenta Crop Protection AG | j, o                                                       |
| Gil 7380                                                               |      | | j, o                                                       |
| Gila                                                                   |      | | j                                                          |
| Gilad                                                                  |      | | j, o                                                       |
| Gilbert                                                                |      | Züchter: Syngenta Seeds B.V. | j, o                                                       |
| Gilbert Italian Plum                                                   |      | | c, d                                                       |
| Gilbertie Paste                                                        |      | | d                                                          |
| Gilda                                                                  |      | Züchter: Western Seed España, S.A. | j, o                                                       |
| Gildo Pietroboni                                                       |      | | c, d                                                       |
| Giles Mullis Plum                                                      |      | | d                                                          |
| Gilgal                                                                 |      | Züchter: Alekseev Yurij Borisovich | j                                                          |
| Gilgit I Aus Pakistan                                                  |      | | c                                                          |
| Gill's All-Purpose                                                     |      | | c, d, g, h, k                                              |
| Gilles Mullis Plum                                                     |      | | c                                                          |
| Gillian's Yellow                                                       |      | | c                                                          |
| Gillogly Pink                                                          |      | | c, d                                                       |
| Gimar                                                                  |      | | d                                                          |
| Gina                                                                   |      | Züchter: Nirit Seeds Ltd (Il) | j                                                          |
| Ginger                                                                 |      | Züchter: Enza Zaden Beheer B.V. | j, o                                                       |
| Gingersnap                                                             |      | | c, d                                                       |
| Ginko                                                                  |      | | j                                                          |
| Ginosa Vfn                                                             |      | Züchter: Di Vito Mauro, Saccardo Franco | j                                                          |
| Giocondo                                                               |      | | j                                                          |
| Giocoso                                                                |      | Züchter: Rijk Zwaan Zaadteelt En Zaadhandel B.V. | j                                                          |
| Gioia                                                                  |      | Züchter: Nirit Seeds Ltd | j                                                          |
| Gioia Della Mensa                                                      |      | | d, e, j, n                                                 |
| Gioiello                                                               |      | Züchter: Geneplanta | j                                                          |
| Giolice                                                                |      | Züchter: Vilmorin S.A. | j, o                                                       |
| Giordane                                                               |      | | c                                                          |
| Giorgio V                                                              |      | Züchter: Isi Sementi Spa | j                                                          |
| Giosefina                                                              |      | | j                                                          |
| Giotto                                                                 |      | Züchter: E.N.E.A. & Convase | j                                                          |
| Giovanni                                                               |      | | j                                                          |
| Giove                                                                  |      | Züchter: Seeds Technologies D.M. Ltd | j                                                          |
| Giperbola                                                              |      | Züchter: Gavrish Sergej Fedorovich, Kapustina Raisa Nikolaevna, Gladkov Dmitrij Sergeevich, Volkov Aleksandr Aleksandrovich, Semenova Anna Nikolaevna, Artemieva Galina Mihajlovna, Filimonova Yuliya Alekseevna                                                                                                 | j                                                          |
| Gipsy (oder: Zigan)                                                    |      | | c, e, g, h, j                                              |
| Giraffe                                                                |      | | c, e, g, h, j                                              |
| Giralda                                                                |      | Züchter: Hebrew Uni/Hazera | j                                                          |
| Girlyanda                                                              |      | Züchter: Bondarenko Lyubov' Alekseevna, Tarasov Yurij Dmitrievich | j                                                          |
| Giroc                                                                  |      | | c                                                          |
| Gironda                                                                |      | Züchter: Enza Zaden B.V. | j                                                          |
| Gisela                                                                 |      | Züchter: Hazera Genetics Ltd (Il)/Yissum Research Dev Of The Hebrew University Of Jerusalem (Il) | j                                                          |
| Gisele                                                                 |      | Züchter: Sakata Seed Sudamerica Ltd (Br) | j                                                          |
| Gisella                                                                |      | Züchter: Western Seed España, S.A. | j, o                                                       |
| Gitana                                                                 |      | | j                                                          |
| Giug                                                                   |      | Züchter: Syngenta Participations AG | j, o                                                       |
| Giuggiolo                                                              |      | Züchter: Boaz Kaplan | j, o                                                       |
| Giulia                                                                 |      | | j                                                          |
| Giuliana                                                               |      | | j                                                          |
| Giulietta                                                              |      | Züchter: Clause - Tezier (Fr) | j, o                                                       |
| Giunone                                                                |      | Züchter: Seminis Inc. | j, o                                                       |
| Giuny                                                                  |      | Züchter: General Seed & Food Industries S.A. | j                                                          |
| Giuseppe's Big Boy                                                     |      | | c, d                                                       |
| Giza No. 1                                                             |      | | g, h                                                       |
| Gizmo                                                                  |      | | j                                                          |
| Gjumri Afrika                                                          |      | | c                                                          |
| Glacier                                                                |      | Züchter: Domaine Public (Fr) | c, d, e, f, j, k                                           |
| Gladiator                                                              |      | Züchter: Intersemillas | j, o                                                       |
| Gladis                                                                 |      | | j                                                          |
| Glafki                                                                 |      | Züchter: Hazera Genetics | j, o                                                       |
| Glam                                                                   |      | | j, o                                                       |
| Glamour                                                                |      | Züchter: Geneplanta | c, d, j                                                    |
| Glamur                                                                 |      | Züchter: Gavrish Sergej Fedorovich, Morev Viktor Vasilievich, Amcheslavskaya Elena Valentinovna, Volok Olga Anatolievna, Gladkov Dmitrij Sergeevich | j                                                          |
| Glanztomate                                                            |      | |                                                            |
| Glasha                                                                 |      | Züchter: Andreeva Evgeniya Nikolaevna, Nazina Sofiya Luisovna, Ushakova Mariya Ivanovna, Oktyabr'Skaya Tatiyana Anatolievna | j                                                          |
| Glasnost                                                               |      | | c, d, e, k, n                                              |
| Glauca                                                                 |      | | g, h                                                       |
| Glaucescens                                                            |      | | g, h                                                       |
| Glaucicolor                                                            |      | | g, h                                                       |
| Glaucophylla                                                           |      | | g, h                                                       |
| Glazer's Giant                                                         |      | | c, d                                                       |
| Gleckler's Yellow Cherry                                               |      | | c                                                          |
| Glenna                                                                 |      | | j                                                          |
| Glesener                                                               |      | | c, d                                                       |
| Glick 18                                                               |      | | c, d, e, g, h                                              |
| Glick's 036                                                            |      | | g, h                                                       |
| Glick's Pride                                                          |      | | c, d                                                       |
| Gloadine                                                               |      | Züchter: Syngenta Seeds B.V. | j                                                          |
| Global                                                                 |      | | j                                                          |
| Globe                                                                  |      | Züchter: Geoponiki Ae | j, o                                                       |
| Globe Trotter                                                          |      | | j, o                                                       |
| Globelle                                                               |      | | g, h                                                       |
| Globemaster Hybrid                                                     |      | | j                                                          |
| Globeresist                                                            |      | | j, o                                                       |
| Globeset Rr                                                            |      | | j, o                                                       |
| Globiformis                                                            |      | | g, h                                                       |
| Globo                                                                  |      | | j                                                          |
| Globosa                                                                |      | | g, h                                                       |
| Globula                                                                |      | | g, h                                                       |
| Globularis                                                             |      | | g, h                                                       |
| Globus                                                                 |      | Züchter: Nastenko Nataliya Viktorovna, Kachajnik Vladimir Georgievich, Kandoba Aleksej Viktorovich | j                                                          |
| Gloire                                                                 |      | | g, h                                                       |
| Glomerata                                                              |      | | g, h                                                       |
| Gloria                                                                 |      | Züchter: Clause Semences Sa (Fr) | c, d, j, m, o                                              |
| Gloriana                                                               |      | Züchter: Seminis Vegetable Seeds, Inc. | g, h, j                                                    |
| Gloriasol                                                              |      | | j                                                          |
| Glorie Von Mechelen                                                    |      | | c, d                                                       |
| Gloriette                                                              |      | Züchter: Rijk Zwaan Zaadteelt En Zaadhandel Bv (Nl) | j                                                          |
| Glorija                                                                |      | Züchter: Cent. Za Povrtar. Sp (Yu) | g, h, j, o                                                 |
| Glorioso                                                               |      | Züchter: Rijk Zwaan Zaadteelt En Zaadhandel B.V. | j                                                          |
| Glorite                                                                |      | | j, o                                                       |
| Glory                                                                  |      | | g, h, j                                                    |
| Glory Of Holland                                                       |      | | g, h                                                       |
| Glory Of Moldava (oder: Glory Of Moldova)                              |      | | c, d, g, h, k                                              |
| Glossy                                                                 |      | | g, h                                                       |
| Glosy Rose                                                             |      | | c                                                          |
| Glow                                                                   |      | | g, h                                                       |
| Glücklicher Mond                                                       |      | | c, m                                                       |
| Glühbirnchen                                                           |      | | n                                                          |
| Glutinosa                                                              |      | | g, h                                                       |
| Gn 1001                                                                |      | | j                                                          |
| Gnoccia Di Limone                                                      |      | | c, d                                                       |
| Gnom                                                                   |      | Züchter: Agapov Aleksandr Stepanovich, Skvortsova Rufina Vasilievna, Kondratieva Irina Yurievna, Gurkina Lyubov' Kirillovna | c, g, h, j, n                                              |
| Gnt Elika                                                              |      | | j                                                          |
| Gnt Maksim                                                             |      | | j                                                          |
| Gnt Panda                                                              |      | | j                                                          |
| Gnt Yavuz                                                              |      | | j                                                          |
| Góbé                                                                   |      | | j                                                          |
| Gober                                                                  |      | | j                                                          |
| Goblin                                                                 |      | Züchter: Pioneer Hi-Bred Italia Servizi Agronomici Srl | j                                                          |
| Gobstopper                                                             |      | | c, d                                                       |
| Goccia                                                                 |      | | j                                                          |
| Gocciola                                                               |      | Züchter: Yuksel Seeds Ltd. | j, o                                                       |
| Gocciolino                                                             |      | | j, o                                                       |
| God Love (oder: Godlove)                                               |      | | c, d, e, g, h, k                                           |
| Gogosha                                                                |      | | c, d                                                       |
| Gogoshary                                                              |      | | c, d                                                       |
| Gogoshary Striped (oder: Gogoshari Striped)                            |      | | c, d, k                                                    |
| Goji Faranji                                                           |      | | c, d                                                       |
| Göksu                                                                  |      | | j                                                          |
| Gol                                                                    |      | | j                                                          |
| Gold 'N Green                                                          |      | | d                                                          |
| Gold Berries                                                           |      | | d                                                          |
| Gold Currant                                                           |      | | c, d, k, n                                                 |
| Gold Dust                                                              |      | | c, d, e, g, h, k                                           |
| Gold Era                                                               |      | | j, o                                                       |
| Gold Fish (oder: Kuldne Kala)                                          |      | | c, f                                                       |
| Gold Medal                                                             |      | | c, d, e, g, h, j, k                                        |
| Gold Medal Yellow                                                      |      | | c, d, k                                                    |
| Gold Million                                                           |      | | d                                                          |
| Gold Nugget                                                            |      | | n                                                          |
| Gold Rush                                                              |      | | c, d, e, g, h                                              |
| Gold Rush Currant                                                      |      | | k                                                          |
| Gold Stripes                                                           |      | | c, d                                                       |
| Goldball (oder: Gold Ball)                                             |      | | c, d, g, h                                                 |
| Goldei (oder: Golden Egg)                                              |      | | c, d, g, h                                                 |
| Golden                                                                 |      | | h                                                          |
| Golden Ball Zolitoy Char                                               |      | | g, h                                                       |
| Golden Bear                                                            |      | | c                                                          |
| Golden Beauty                                                          |      | | c, d, e, g, h, k                                           |
| Golden Bison                                                           |      | | c, d                                                       |
| Golden Boy                                                             |      | | c, j, o                                                    |
| Golden Celebration Siberian                                            |      | | n                                                          |
| Golden Cherokee                                                        |      | | c, d, e, g, h                                              |
| Golden Cherry                                                          |      | | j                                                          |
| Golden Currant                                                         |      | | c, d, m                                                    |
| Golden Dawn                                                            |      | | c, d                                                       |
| Golden Delicious Big                                                   |      | | d                                                          |
| Golden Delight                                                         |      | | c, d                                                       |
| Golden Dixie                                                           |      | | c                                                          |
| Golden Dwarf Champion                                                  |      | | c, d, e, g, h                                              |
| Golden Gates                                                           |      | | c, d, e, f                                                 |
| Golden Gem                                                             |      | | c, d, j                                                    |
| Golden Gem F1                                                          |      | | d                                                          |
| Golden Girl F1                                                         |      | | d                                                          |
| Golden Girl Marrow                                                     |      | | c, d                                                       |
| Golden Glow                                                            |      | | c, d, e, g, h                                              |
| Golden Grape                                                           |      | | c, d, e, g, h, k, m                                        |
| Golden Green                                                           |      | | c, d, e, g, h, k                                           |
| Golden Heart                                                           |      | | d                                                          |
| Golden Jewel                                                           |      | | g, h                                                       |
| Golden Jubilee                                                         |      | | c, d, e, g, h, j, k, o                                     |
| Golden King Of Siberia                                                 |      | | d, e                                                       |
| Golden Line                                                            |      | | j                                                          |
| Golden Lion Tamarin                                                    |      | | c, d                                                       |
| Golden Love                                                            |      | | c, m                                                       |
| Golden Milano                                                          |      | Reifezeit: 70 Tage. | i (31. August 2016)                                        |
| Golden Misty                                                           |      | Züchter: Yamamoto Koji, Fukamizu Komei | j, o                                                       |
| Golden Monarch                                                         |      | | c, d, e, g, h, k                                           |
| Golden Moon                                                            |      | Züchter: Mario Faraone Mennella | j, o                                                       |
| Golden Pearl                                                           |      | Züchter: Hild Samen GmbH | c, d, j                                                    |
| Golden Perfection                                                      |      | | c, g, h, n                                                 |
| Golden Pineapple                                                       |      | | c, d, e, g, h                                              |
| Golden Ponderosa (oder: Henderson's Golden Ponderosa. Railroad Strain) |      | | c, d                                                       |
| Golden Queen                                                           |      | | b, c, d, e, f, g, h, k                                     |
| Golden Queen Pinetree                                                  |      | | c, d                                                       |
| Golden Queen Usda                                                      |      | | c, e, g, h                                                 |
| Golden Queen Usda Strain                                               |      | | d                                                          |
| Golden Rave                                                            |      | | c, d                                                       |
| Golden Romana                                                          |      | | c, n                                                       |
| Golden Sphere                                                          |      | | g, h                                                       |
| Golden Summer                                                          |      | Züchter: Yamamoto Koji, Fukamizu Komei | j, o                                                       |
| Golden Sunburst                                                        |      | | c, d, f                                                    |
| Golden Sunray                                                          |      | | c, d, k                                                    |
| Golden Sunrise                                                         |      | | c, d, e, g, h, j, o                                        |
| Golden Swedish Beef                                                    |      | | c, d                                                       |
| Golden Sweet                                                           |      | | c, j                                                       |
| Golden Sweet F1                                                        |      | | d, f                                                       |
| Golden Tiger                                                           |      | | c, d, e                                                    |
| Golden Tom Boy                                                         |      | | c                                                          |
| Golden Treasure                                                        |      | | c                                                          |
| Golden Victory                                                         |      | | n                                                          |
| Goldene Königin                                                        |      | Gelbe Rundtomate. Herkunft: Deutschland. Züchter: Enza Zaden Deutschland GmbH & Co Kg | c, d, e, g, h, j, l, m                                     |
| Goldene Kuppel                                                         |      | | m                                                          |
| Goldene Trüffel                                                        |      | | c                                                          |
| Goldener Wagen                                                         |      | | n                                                          |
| Goldenes Ei                                                            |      | | n                                                          |
| Goldenes Laternchen (oder: Solotoj Fonarik)                            |      | | n                                                          |
| Goldero                                                                |      | Züchter: Syngenta Crop Protection AG | j                                                          |
| Goldetto                                                               |      | Züchter: Syngenta Crop Protection AG | j                                                          |
| Goldfisch                                                              |      | | c                                                          |
| Goldi                                                                  |      | | m                                                          |
| Goldie (oder: Yellow Giant Belgium)                                    |      | | c, d, e, g, h                                              |
| Goldilocks                                                             |      | | j, o                                                       |
| Goldino                                                                |      | | j                                                          |
| Goldita                                                                |      | | c, f, j                                                    |
| Goldkeeper                                                             |      | | c, d                                                       |
| Goldkönig                                                              |      | | g, h                                                       |
| Goldkrone                                                              |      | | c, d, j                                                    |
| Goldkugel                                                              |      | | g, h, n                                                    |
| Goldmad                                                                |      | | j                                                          |
| Goldmaker                                                              |      | | g, h, j                                                    |
| Goldman's Italian-American                                             |      | | c, d                                                       |
| Goldman's Italian-American Heirloom                                    |      | | f                                                          |
| Goldmar                                                                |      | | j                                                          |
| Goldmine                                                               |      | | c                                                          |
| Goldnugget (oder: Gold Nugget)                                         |      | Züchter: Domaine Public (Fr) | c, d, b, e, g, h, j                                        |
| Goldor                                                                 |      | Züchter: Gautier Semences Sas (Fr) | j                                                          |
| Goldperle (oder: Weiße Schönheit)                                      |      | | e, g, h, n                                                 |
| Goldperle II                                                           |      | | n                                                          |
| Goldset                                                                |      | | j                                                          |
| Goldstar                                                               |      | | j                                                          |
| Goldstone                                                              |      | | j                                                          |
| Goldstreif                                                             |      | | c, n                                                       |
| Goldstrom                                                              |      | | c                                                          |
| Goldy                                                                  |      | Züchter: Isi Sementi Spa | j                                                          |
| Goleador                                                               |      | Züchter: Boaz Kaplan | j                                                          |
| Golega                                                                 |      | | j                                                          |
| Golem                                                                  |      | Züchter: Plantico Hodowla I Nasiennictwo Ogrodnicze Zielonki Sp. Z O.O. | j                                                          |
| Golf                                                                   |      | Züchter: Pioneer Hi-Bred Italia Servizi Agronomici Srl | j                                                          |
| Golia                                                                  |      | Züchter: Clause Semences Sa (Fr) | j                                                          |
| Goliat                                                                 |      | Züchter: Western Seed España, S.A. | j, o                                                       |
| Goliath                                                                |      | | c, d, e, f, g, h, n                                        |
| Goliath Bush                                                           |      | | k                                                          |
| Goliath F1                                                             |      | | d                                                          |
| Goliath Red                                                            |      | | c, d                                                       |
| Golitsyn                                                               |      | Züchter: Gavrish Sergej Fedorovich, Morev Viktor Vasilievich, Amcheslavskaya Elena Valentinovna, Degovtsova Tatiyana Vladimirovna, Volok Olga Anatolievna, Artemieva Galina Mihajlovna, Redichkina Tatiyana Aleksandrovna                                                                                        | j                                                          |
| Gollum                                                                 |      | | j                                                          |
| Golor                                                                  |      | Züchter: Gautier Semences Sas (Fr) | j                                                          |
| Goloso                                                                 |      | Züchter: Zeta Seeds, S.L. | j                                                          |
| Golotyna                                                               |      | Züchter: Gautier Semences Sas (Fr) | j                                                          |
| Golova Negra                                                           |      | | c, d                                                       |
| Golubchik                                                              |      | Züchter: Bekov Rustam Hizrievich, Maksimov Sergej Vasilievich, Lyubina Nikolaj Nikolaevich, Kostenko Aleksandr Nikolaevich | j                                                          |
| Golubka                                                                |      | Züchter: Farber Vladimir Vladimirovich, Smirnova Elena Anatolievna | j                                                          |
| Gomera 1                                                               |      | | d                                                          |
| Gomera 3                                                               |      | | d                                                          |
| Gonca T8613                                                            |      | | j                                                          |
| Gondola                                                                |      | Züchter: Hort Seed Mediterrani, S.L | j, o                                                       |
| Gong                                                                   |      | Züchter: Isi Sementi Spa | j                                                          |
| Gonsella                                                               |      | Züchter: Hazera Seeds Ltd. | j, o                                                       |
| Gönül                                                                  |      | | j                                                          |
| Gonzales                                                               |      | | j                                                          |
| Good Neighbor                                                          |      | | c, d                                                       |
| Good Old Fashioned Red                                                 |      | | c, d, k                                                    |
| Goose Creek                                                            |      | | c, d, m                                                    |
| Goose Creek Red                                                        |      | | d                                                          |
| Gopak                                                                  |      | Züchter: Gavrish Sergej Fedorovich, Morev Viktor Vasilievich, Amcheslavskaya Elena Valentinovna, Volok Olga Anatolievna | j                                                          |
| Gor'Kovskij 44                                                         |      | | g, h                                                       |
| Gorby                                                                  |      | Züchter: Daehnfeld L. A/S | j                                                          |
| Gordal                                                                 |      | Züchter: Graines Gautier Sa (Fr) | j, o                                                       |
| Gordes                                                                 |      | | j                                                          |
| Gordini (oder: Gordiny)                                                |      | | j                                                          |
| Gordiny                                                                |      | | o                                                          |
| Gordio                                                                 |      | | j                                                          |
| Gordippiya                                                             |      | Züchter: Gavrish Sergej Fedorovich, Morev Viktor Vasilievich, Amcheslavskaya Elena Valentinovna, Volok Olga Anatolievna, Gladkov Dmitrij Sergeevich, Redichkina Tatiyana Aleksandrovna | j                                                          |
| Gordo                                                                  |      | | c, d                                                       |
| Gordo De Patones                                                       |      | | j, o                                                       |
| Gordo F1                                                               |      | Züchter: De Ruiter Zone | j                                                          |
| Gordo Tyl                                                              |      | | j, o                                                       |
| Gordon                                                                 |      | Züchter: Isi Sementi Spa | j                                                          |
| Gordost Sibiri                                                         |      | | c, d                                                       |
| Goretskij                                                              |      | Züchter: Uo Belorusskaia Gosudarstvennaia Selskokhoziajstvennaia Akademiia, 213410, Mogilevskaia Obl., G.Gorki, Ul.Michurina, 5, Belarus | j, o                                                       |
| Gorety                                                                 |      | Züchter: Zeta Seeds, S.L. | j, o                                                       |
| Gorgol                                                                 |      | Züchter: Vilmorin Sa (Fr) | j                                                          |
| Gorka                                                                  |      | Züchter: Western Seed Espana S.A. | j, o                                                       |
| Görkem                                                                 |      | | j                                                          |
| Gorlinka                                                               |      | Züchter: Gavrish Sergej Fedorovich, Kapustina Raisa Nikolaevna, Gladkov Dmitrij Sergeevich, Volkov Aleksandr Aleksandrovich, Semenova Anna Nikolaevna, Artemieva Galina Mihajlovna, Filimonova Yuliya Alekseevna, Redichkina Tatiyana Aleksandrovna                                                              | j                                                          |
| Gorodnichij                                                            |      | Züchter: Tarasov Yurij Dmitrievich | j                                                          |
| Gorozhanin                                                             |      | Züchter: Sysina Elena Artemievna, Borisov Aleksandr Vladimirovich, Krylov Oleg Nikolaevich, Skachko Vladislav Aleksandrovich, Bartajya Vera Vladimirovna | j                                                          |
| Gorozhanka                                                             |      | Züchter: Ignatova Svetlana Ilyinichna, Gorshkova Nina Sergeevna, Tereshonkova Tatiyana Arkadievna | j                                                          |
| Gorrion                                                                |      | Züchter: Seminis Inc. | j, o                                                       |
| Gorrión                                                                |      | | j                                                          |
| Gorshechnyj Krasnyj                                                    |      | Züchter: Gavrish Sergej Fedorovich, Morev Viktor Vasilievich, Amcheslavskaya Elena Valentinovna, Degovtsova Tatiyana Vladimirovna, Volok Olga Anatolievna, Vasilieva Margarita Yurievna | j                                                          |
| Gorshechnyj Oranzhevyj                                                 |      | Züchter: Gavrish Sergej Fedorovich, Morev Viktor Vasilievich, Amcheslavskaya Elena Valentinovna, Degovtsova Tatiyana Vladimirovna, Volok Olga Anatolievna, Vasilieva Margarita Yurievna | j                                                          |
| Gorshechnyj Zheltyj                                                    |      | Züchter: Gavrish Sergej Fedorovich, Morev Viktor Vasilievich, Amcheslavskaya Elena Valentinovna, Degovtsova Tatiyana Vladimirovna, Volok Olga Anatolievna, Vasilieva Margarita Yurievna | j                                                          |
| Gosolo                                                                 |      | Züchter: Zeta Seeds, S.L. | j                                                          |
| Gospel                                                                 |      | | j                                                          |
| Gospodar                                                               |      | | c, d                                                       |
| Gospozha                                                               |      | Züchter: Gavrish Sergej Fedorovich, Morev Viktor Vasilievich, Amcheslavskaya Elena Valentinovna, Volok Olga Anatolievna, Korol Valentin Grigorievich, Gavrish Fedor Sergeevich | j                                                          |
| Gospozha Udacha                                                        |      | | c, d                                                       |
| Gostinets                                                              |      | Züchter: Hovrin Aleksandr Nikolaevich, Tereshonkova Tatiyana Arkadievna, Klimenko Nikolaj Nikolaevich, Kostenko Aleksandr Nikolaevich | j                                                          |
| Gostogaj                                                               |      | Züchter: Gavrish Sergej Fedorovich, Morev Viktor Vasilievich, Amcheslavskaya Elena Valentinovna, Degovtsova Tatiyana Vladimirovna, Volok Olga Anatolievna, Gladkov Dmitrij Sergeevich, Volkov Aleksandr Aleksandrovich, Semenova Anna Nikolaevna, Redichkina Tatiyana Aleksandrovna                              | j                                                          |
| Gosudar                                                                |      | Züchter: Ognev Valerij Vladimirovich, Maksimov Sergej Vasilievich, Klimenko Nikolaj Nikolaevich, Kostenko Aleksandr Nikolaevich, Sergeev Vladimir Valerievich | j                                                          |
| Gota De Miel                                                           |      | | c, d                                                       |
| Gotico                                                                 |      | Züchter: Isi Sementi Spa | j                                                          |
| Gotte Dieau                                                            |      | | c                                                          |
| Gotya                                                                  |      | | j                                                          |
| Gourmandia                                                             |      | Züchter: Clause (Fr) | j                                                          |
| Gourmandise Geel                                                       |      | Züchter: Pieterpikzonen B.V. | j                                                          |
| Gourmandise Gold                                                       |      | Züchter: Pieterpikzonen B.V. | j                                                          |
| Gourmandise Goudgeel                                                   |      | Züchter: Pieterpikzonen B.V. | j                                                          |
| Gourmandise Orange                                                     |      | Züchter: Pieterpikzonen B.V. | j                                                          |
| Gourmandise Oranje                                                     |      | Züchter: Pieterpikzonen B.V. | j                                                          |
| Gourmandise Purper                                                     |      | Züchter: Pieterpikzonen B.V. | j                                                          |
| Gourmandise Purple                                                     |      | Züchter: Pieterpikzonen B.V. | j                                                          |
| Gourmandise Red                                                        |      | Züchter: Pieterpikzonen B.V. | j                                                          |
| Gourmandise Rood                                                       |      | Züchter: Pieterpikzonen B.V. | j                                                          |
| Gourmandise Yellow                                                     |      | Züchter: Pieterpikzonen B.V. | j                                                          |
| Gourmant                                                               |      | | g, h                                                       |
| Gourmato                                                               |      | |                                                            |
| Gourmelito                                                             |      | Züchter: Sakata Seed Corporation (Jp) | j                                                          |
| Gourmet                                                                |      | | j                                                          |
| Gourmet Yellow Stuffer                                                 |      | | d                                                          |
| Goutine                                                                |      | Züchter: Hazera Genetics | j, o                                                       |
| Goutte Dieau                                                           |      | | d                                                          |
| Goya                                                                   |      | Züchter: Tezier Sa (Fr) | j                                                          |
| Gözde                                                                  |      | | j                                                          |
| Grabners Lagertomate                                                   |      | | e                                                          |
| Grace                                                                  |      | Züchter: Monsanto Holland B.V. | j                                                          |
| Grace Lahman's Pink                                                    |      | | c, d, f                                                    |
| Grace's Heirloom                                                       |      | | c, d                                                       |
| Graceful                                                               |      | | g, h                                                       |
| Graceland                                                              |      | | c, d                                                       |
| Graceland Red                                                          |      | | d                                                          |
| Graceland Yellow                                                       |      | | c, d                                                       |
| Gracia                                                                 |      | | j                                                          |
| Graciela                                                               |      | Züchter: Hazera Genetics | j                                                          |
| Gracilenta                                                             |      | | g, h                                                       |
| Gracilis                                                               |      | | g, h                                                       |
| Gracja                                                                 |      | Züchter: Instytut Ogrodnictwa | j                                                          |
| Graf                                                                   |      | Züchter: Potapov Pavel Nikolaevich, Zizina Yana Fedorovna | j                                                          |
| Graf Batthyany                                                         |      | | c, d, e, f                                                 |
| Graf Kaliostro                                                         |      | Züchter: Ignatova Svetlana Ilyinichna, Gorshkova Nina Sergeevna, Tereshonkova Tatiyana Arkadievna | j                                                          |
| Graf Zeppelin                                                          |      | | c, g, h                                                    |
| Graffiti Pink                                                          |      | | c, d                                                       |
| Graftor                                                                |      | Züchter: Hm Clause Sa (Fr) | j, o                                                       |
| Graham's Good Keeper                                                   |      | | c                                                          |
| Grains                                                                 |      | | c, d                                                       |
| Gram's                                                                 |      | | c, d                                                       |
| Gramma Climen Haga (oder: Gramma Climen Hagen)                         |      | | c, d, k                                                    |
| Grammy                                                                 |      | Züchter: Rijk Zwaan Zaadteelt En Zaadhandel B.V. | j, o                                                       |
| Gran Brix                                                              |      | Züchter: Semillas Fito, S.A. | j, o                                                       |
| Gran Canyon                                                            |      | | j                                                          |
| Gran Merito                                                            |      | | j                                                          |
| Gran Merito 2                                                          |      | Züchter: Ministero Delle Politiche Agricole E Forestali - Direzione Generale Delle Politiche Agricole Ed Agroindustriali Nazionali | j                                                          |
| Gran Merito 3                                                          |      | Züchter: Ministero Delle Politiche Agricole E Forestali - Direzione Generale Delle Politiche Agricole Ed Agroindustriali Nazionali | j                                                          |
| Gran Parana                                                            |      | | j                                                          |
| Gran Rey                                                               |      | Züchter: Cabildo Insular De Tenerife | j                                                          |
| Gran Sasso                                                             |      | Züchter: Cora Seeds S.R.L. | j                                                          |
| Gran Via                                                               |      | | j                                                          |
| Gran's Portuguese Neighbour                                            |      | | c, d                                                       |
| Granada                                                                |      | | c, d, j                                                    |
| Granadero                                                              |      | Züchter: Enza Zaden Beheer B.V. | j                                                          |
| Granate                                                                |      | Züchter: Clause Semences Sa (Fr) | j, o                                                       |
| Granato                                                                |      | Züchter: Peotec Seeds Srl | j                                                          |
| Grand                                                                  |      | Züchter: Agapov Aleksandr Stepanovich, Skvortsova Rufina Vasilievna, Kondratieva Irina Yurievna, Gurkina Lyubov' Kirillovna | j                                                          |
| Grand Belgium                                                          |      | | c, d                                                       |
| Grand Prix                                                             |      | | j                                                          |
| Grande                                                                 |      | Züchter: Olter Srl | j                                                          |
| Grande Blanche                                                         |      | | d                                                          |
| Grande Lisos                                                           |      | | c                                                          |
| Grande Marzano F1                                                      |      | | c, d                                                       |
| Grandeau F1                                                            |      | | d                                                          |
| Grandée (oder: Velmozha)                                               |      | | e                                                          |
| Grandella                                                              |      | Züchter: Western Seed International B.V. | j, o                                                       |
| Grandeur                                                               |      | | j                                                          |
| Grandfather Ashlock                                                    |      | | b, c, d, k                                                 |
| Grandfather Barnini's Oxheart                                          |      | | c, d                                                       |
| Grandfather Martino                                                    |      | | d                                                          |
| Grandifolia                                                            |      | | g, h                                                       |
| Grandifructa                                                           |      | | g, h                                                       |
| Grandimat                                                              |      | Züchter: Petoseed Co Inc (Us) | j                                                          |
| Grandiro                                                               |      | | j                                                          |
| Grandissimo                                                            |      | Züchter: Klaas Adriaan Van Slot | j                                                          |
| Grandma Baker's                                                        |      | | c, d                                                       |
| Grandma Freida's                                                       |      | | c, d                                                       |
| Grandma Josie                                                          |      | | c, d                                                       |
| Grandma Mary's                                                         |      | | d, k                                                       |
| Grandma Mary's Polish                                                  |      | | c, d                                                       |
| Grandma Oliver's Chocolate                                             |      | | c, d                                                       |
| Grandma Oliver's Green                                                 |      | | c, d, k, m                                                 |
| Grandma Viney's Yellow And Pink                                        |      | | c, d                                                       |
| Grandma's Pick F1                                                      |      | | c, d                                                       |
| Grandma's Secret (oder: Babushkin Sekret)                              |      | | e                                                          |
| Grando                                                                 |      | | j                                                          |
| Grandolino                                                             |      | | j                                                          |
| Grandoly                                                               |      | Züchter: Yüksel Tohum | j, o                                                       |
| Grandpa Charlie                                                        |      | | c, d, g, h                                                 |
| Grandpa Ludolph German                                                 |      | | c, d                                                       |
| Grandpa Minnesota's Hardy                                              |      | | c                                                          |
| Grandpa Rose Wax                                                       |      | | n                                                          |
| Grandpa Willie                                                         |      | | c, d                                                       |
| Grandpa's Cock's Plume (oder: Grandpa Cock's Plume)                    |      | | c, d, e, g, h                                              |
| Grandpa's Minnesota                                                    |      | | k                                                          |
| Grandpa's Minnesota Hardy                                              |      | | d                                                          |
| Grandpak                                                               |      | | g, h                                                       |
| Grandy                                                                 |      | | c, d                                                       |
| Grani                                                                  |      | Züchter: L. Daehnfeldt A/S | j                                                          |
| Granillon                                                              |      | Züchter: Intersemillas | j, o                                                       |
| Granit                                                                 |      | Züchter: Plantico Hodowla I Nasiennictwo Ogrodnicze Zielonki Sp. Z O.O. | j                                                          |
| Granita                                                                |      | | j                                                          |
| Granite                                                                |      | | j                                                          |
| Granitio                                                               |      | Züchter: Asgrow Seed Company (Us)/Bruinsma (Nl) | j                                                          |
| Granito                                                                |      | | j                                                          |
| Granlak                                                                |      | Züchter: Rijk Zwaan Zaadteelt En Zaadhandel Bv (Nl) | j                                                          |
| Granny Cantrell                                                        |      | | c, d, e                                                    |
| Granny Cantrell's German Pink                                          |      | | g, h, k                                                    |
| Granny Cantrell's German Red, Potato Leaf                              |      | | d                                                          |
| Granny Smith                                                           |      | | c                                                          |
| Granny Smith F1                                                        |      | | d                                                          |
| Granny Smith Lagertomate                                               |      | | m                                                          |
| Granny's Heart                                                         |      | | c, d, f, e                                                 |
| Granola                                                                |      | | j                                                          |
| Granoval                                                               |      | Züchter: Magnum Seeds, Inc. | j, o                                                       |
| Gransol                                                                |      | Züchter: Rijk Zwaan Zaadteelt En Zaadhandel B.V. | j                                                          |
| Grant County Pink                                                      |      | | c, d, e                                                    |
| Grantissimo                                                            |      | | c, d                                                       |
| Granwest                                                               |      | Züchter: Monsanto Vegetable Ip Management B.V. | j, o                                                       |
| Grape                                                                  |      | | k                                                          |
| Grape 2000                                                             |      | | c, e                                                       |
| Grape Supersonic                                                       |      | | c                                                          |
| Grapefruit (oder: Grejpfrutt)                                          |      | | c, d, m                                                    |
| Grapette F1                                                            |      | | c, d                                                       |
| Grappe Monica                                                          |      | | c                                                          |
| Grappelina                                                             |      | Züchter: Gautier Semences Sas (Fr) | j                                                          |
| Grappella                                                              |      | | j                                                          |
| Grappler's Quest                                                       |      | | c, f                                                       |
| Grappoli Corbarino                                                     |      | | c, g, h                                                    |
| Grappolino                                                             |      | Züchter: Nirit Seeds Ltd | j                                                          |
| Grapporosso                                                            |      | | j                                                          |
| Grapy                                                                  |      | | j                                                          |
| Gratifying                                                             |      | | g, h                                                       |
| Gravitet                                                               |      | Züchter: Mozsar Jozsef | j, o                                                       |
| Gravitet F1                                                            |      | | j                                                          |
| Graviton                                                               |      | Züchter: Hortag Seed Co. | j                                                          |
| Gray's Sweet Cherry                                                    |      | | c, d                                                       |
| Grazalema                                                              |      | | j, o                                                       |
| Grazi Törpe                                                            |      | | f, g, h                                                    |
| Grazia                                                                 |      | Züchter: Gruenewald Breeding GmbH | j                                                          |
| Graziano                                                               |      | Züchter: Enza Zaden Beheer B.V. | j, o                                                       |
| Graziella                                                              |      | Züchter: Zeraim Gedera Ltd. Seed Company | j                                                          |
| Grazynka                                                               |      | Züchter: Torseed Przedsiebiorstwo Nasiennictwa Ogrodniczego I Szkolkarstwa S.A. | j                                                          |
| Great Divide                                                           |      | | c, d                                                       |
| Great Mississippi                                                      |      | |                                                            |
| Great Warrior (oder: Velikiy Voin)                                     |      | | e                                                          |
| Great White                                                            |      | | c, d, f, k, n                                              |
| Great White Beefsteack                                                 |      | Züchter: Domaine Public (Fr) | j                                                          |
| Great White Blue                                                       |      | | e                                                          |
| Great White X P 20                                                     |      | | c                                                          |
| Great White X P 20 F 2 A                                               |      | | d                                                          |
| Greater Baltimore                                                      |      | | c, d                                                       |
| Grecale                                                                |      | | j                                                          |
| Grece                                                                  |      | | c                                                          |
| Grechanka                                                              |      | Züchter: Domanskaya Majya Konstantinovna, Gubko Valentina Nikolaevna, Orlova Elena Arnol'Dovna, Salmina Irina Semenovna, Chernovolova Olga Alekseevna, Dmitrienko Al'Vina E'Duardovna | j                                                          |
| Greco                                                                  |      | Züchter: Seminis Veget.Seeds Inc | j, o                                                       |
| Grecopak                                                               |      | | j                                                          |
| Greece                                                                 |      | | c, d                                                       |
| Greek 1                                                                |      | | d                                                          |
| Greek 2                                                                |      | | d                                                          |
| Greek 4                                                                |      | | d                                                          |
| Greek Asemina                                                          |      | | c, d                                                       |
| Greek Domata                                                           |      | | c, d, k                                                    |
| Greek Rose                                                             |      | | d                                                          |
| Green                                                                  |      | | c, d                                                       |
| Green And Gold                                                         |      | | c, d                                                       |
| Green And Yellow                                                       |      | | c, d                                                       |
| Green Apple                                                            |      | | d                                                          |
| Green Beauty                                                           |      | | j                                                          |
| Green Bell Pepper                                                      |      | | c, d, e, f, g, h, m, n                                     |
| Green Belle                                                            |      | | c, d                                                       |
| Green Blush                                                            |      | | c, d                                                       |
| Green Bombs                                                            |      | | c, d                                                       |
| Green Brooks                                                           |      | | c, d                                                       |
| Green Bumblebee                                                        |      | | c, d, e, f                                                 |
| Green Castle                                                           |      | | c, d                                                       |
| Green Cherry                                                           |      | | c, d                                                       |
| Green Copia                                                            |      | | c, d                                                       |
| Green Day                                                              |      | Züchter: Syngenta Seeds B.V. | j                                                          |
| Green Doctor's                                                         |      | | c, d, e, f                                                 |
| Green Doctor's Frosted                                                 |      | Züchter: Domaine Public (Fr) | c, d, e, f, j                                              |
| Green Envy                                                             |      | | j                                                          |
| Green Gage                                                             |      | | c, d, k                                                    |
| Green Ghost                                                            |      | | d                                                          |
| Green Giant                                                            |      | | c, d, e, f, g, h, k, m, n                                  |
| Green Gold                                                             |      | | k                                                          |
| Green Grape (oder: Green Grapes)                                       |      | Züchter: Domaine Public (Fr) | b, c, d, e, f, g, h, j, k, m, o                            |
| Green Grape Original                                                   |      | | d, e                                                       |
| Green Hamph                                                            |      | | c                                                          |
| Green Kiwi                                                             |      | | j, o                                                       |
| Green Krim Cherry                                                      |      | | c, d                                                       |
| Green Lantern                                                          |      | | c                                                          |
| Green Lantern F 3 A                                                    |      | | d                                                          |
| Green Lantern Lights                                                   |      | | d, e                                                       |
| Green Martian Dwarf                                                    |      | | c                                                          |
| Green Moldovan                                                         |      | Züchter: Domaine Public (Fr) | c, j                                                       |
| Green Paint                                                            |      | | c, d                                                       |
| Green Pear                                                             |      | | c, d, e, f, m                                              |
| Green Pearl                                                            |      | | c, d                                                       |
| Green Pineapple                                                        |      | Züchter: Domaine Public (Fr) | c, d, e, g, h, j, k, m                                     |
| Green Salsa                                                            |      | | j                                                          |
| Green Sausage                                                          |      | Züchter: Domaine Public (Fr) | b, c, d, e, f, g, h, j, k, m, n                            |
| Green Skin Longkeeper                                                  |      | | c, d                                                       |
| Green Stuffer                                                          |      | | c, d                                                       |
| Green Sugar                                                            |      | | j                                                          |
| Green Thumb                                                            |      | | c, d, e, g, h                                              |
| Green Tiger                                                            |      | | c, d, e                                                    |
| Green Velvet                                                           |      | | c, d, e, g, h, m                                           |
| Green Vernissage                                                       |      | | c, f                                                       |
| Green Wish                                                             |      | | c, d                                                       |
| Green Zebra                                                            |      | Reifezeit: 78 Tage. Herkunft: 1985. Züchter: Domaine Public (Fr) | a, b, c, d, e, f, g, h, i (31. August 2016), j, k, l, n, o |
| Green Zebra Cherry                                                     |      | | c, d, e                                                    |
| Green Zebra Pear                                                       |      | | d                                                          |
| Green Zebra X Black Cherry                                             |      | | c, d                                                       |
| Greenbush Italian                                                      |      | | c, d                                                       |
| Greenwich                                                              |      | | c, d, g, h, m                                              |
| Gregori's Altai                                                        |      | | c, d, e, g, h, k                                           |
| Gregori's Altai Orange                                                 |      | | c                                                          |
| Gregorio                                                               |      | Züchter: Clause (Fr) | j                                                          |
| Gregory                                                                |      | Züchter: Hort Seed Mediterrani S.L. | j                                                          |
| Grejn                                                                  |      | | j                                                          |
| Grejs                                                                  |      | Züchter: De Ruiter Seeds B.V., Leeuwenhoekweg 52, P.O. Box 1050, 2660 Bb, Bergschenhoek The Netherlands | j, o                                                       |
| Grenada                                                                |      | Züchter: Ignatova Svetlana Ilyinichna, Kvasnikov Boris Vasilievich, Kondakova Elena Ivanovna | j                                                          |
| Grenadier                                                              |      | | j, o                                                       |
| Grendal                                                                |      | | j                                                          |
| Greta                                                                  |      | Züchter: Gorshkova Nina Sergeevna, Tereshonkova Tatiyana Arkadievna, Emelina Margarita Nikolaevna, Lukinova Tatiyana Pavlovna | j                                                          |
| Grethen                                                                |      | Züchter: Gorshkova Nina Sergeevna, Tereshonkova Tatiyana Arkadievna, Emelina Margarita Nikolaevna, Lukinova Tatiyana Pavlovna | j                                                          |
| Gribnoe Lukoshko                                                       |      | Züchter: Dederko Vladimir Nikolaevich, Postnikova Olga Valentinovna | d, j                                                       |
| Gribovski                                                              |      | | e, g, h                                                    |
| Gribovski Open Ground                                                  |      | | g, h                                                       |
| Griffin                                                                |      | | j                                                          |
| Griffy                                                                 |      | | j                                                          |
| Grifone                                                                |      | Züchter: Enza Zaden Beheer B.V. | j                                                          |
| Grightmire's Pride                                                     |      | | c, d, e, g, h, n                                           |
| Grimms                                                                 |      | | c                                                          |
| Grimpante Du Mexique                                                   |      | | c, d, e, g, h                                              |
| Grimpante Du Mexique Rl                                                |      | | g, h                                                       |
| Grimpante X Brandywine                                                 |      | | c, e, f, g, h, n                                           |
| Grinch Cherry                                                          |      | | c, d, e                                                    |
| Grinta                                                                 |      | | j                                                          |
| Grintoso                                                               |      | Züchter: Rijk Zwaan Zaadteelt En Zaadhandel B.V. | j, o                                                       |
| Grinya                                                                 |      | Züchter: Kachajnik Vladimir Georgievich, Chernaya Viktoriya Viktorovna | j                                                          |
| Grisea                                                                 |      | | g, h                                                       |
| Griseifolia (oder: Rava/2)                                             |      | | g, h                                                       |
| Griselda                                                               |      | Züchter: Boaz Kaplan | j, o                                                       |
| Grit                                                                   |      | | c, d, e, f, g, h                                           |
| Gritsyk                                                                |      | | c, d                                                       |
| Grodena                                                                |      | Züchter: Syngenta Seeds B.V., Westeinde 62 1600 Aa Enkhuizen, Netherlands | j, o                                                       |
| Groove                                                                 |      | Züchter: Syngenta Seeds B.V. | j                                                          |
| Gros Fruite Orange                                                     |      | | c, d                                                       |
| Groseille Jaune                                                        |      | | c, d                                                       |
| Groseille Microtomate                                                  |      | | m                                                          |
| Groseille Primitive                                                    |      | | c                                                          |
| Groseille Rouge                                                        |      | | c, d                                                       |
| Grosnenskij                                                            |      | | c                                                          |
| Groso Rs                                                               |      | Züchter: Seminis Veget.Seeds Inc | j                                                          |
| Grosse Blanche                                                         |      | | c                                                          |
| Große Blanche                                                          |      | | m                                                          |
| Grosse Cotelée                                                         |      | | c, d, e, g, h, k                                           |
| Grosse De Luzeret                                                      |      | | d                                                          |
| Grosse De Perthuis                                                     |      | | c, d                                                       |
| Grosse De Perthuis II                                                  |      | | d                                                          |
| Große Fleischtomate                                                    |      | | g, h                                                       |
| Grosse Hative D'Orléans                                                |      | | d, f, g, h                                                 |
| Grosse Jaune                                                           |      | | c                                                          |
| Große Kirschpflaume                                                    |      | | n                                                          |
| Grosse Lisse                                                           |      | | n                                                          |
| Grosse Orange                                                          |      | | c, d                                                       |
| Grosse Plate Du Portugal                                               |      | | c, d, e                                                    |
| Grosse Ronde                                                           |      | | c, d, k                                                    |
| Große Rote                                                             |      | | c, g, h, n                                                 |
| Grosse Rouge De Vienne                                                 |      | | c, d                                                       |
| Große Runde Fleisch                                                    |      | | c                                                          |
| Grosse Serge                                                           |      | | c, d                                                       |
| Große Strauchtomate                                                    |      | Strauchtomate | g, h                                                       |
| Grosse Verte Rose                                                      |      | | c, d                                                       |
| Große Violette                                                         |      | | c                                                          |
| Große Von Grgic                                                        |      | | c                                                          |
| Große Weiße                                                            |      | | n                                                          |
| Großer Geist (oder: Big Ghost)                                         |      | | n                                                          |
| Großes Ochsenherz                                                      |      | | f                                                          |
| Grosset                                                                |      | | j                                                          |
| Großfrüchtige Allerfrüheste Rote                                       |      | | c, g, h                                                    |
| Großfrüchtige Rote                                                     |      | | c, g, h                                                    |
| Großherzog Von Toscana                                                 |      | | c, n                                                       |
| Grossmejster                                                           |      | Züchter: Gavrish Sergej Fedorovich, Dubinin Sergej Vladimirovich | j, o                                                       |
| Grosso                                                                 |      | | j                                                          |
| Grosso Rosso Nostral                                                   |      | | g, h                                                       |
| Grosto                                                                 |      | | g, h                                                       |
| Grosty                                                                 |      | | j                                                          |
| Grot                                                                   |      | Züchter: Agapov Aleksandr Stepanovich, Alpatiev Aleksandr Vasilievich, Skvortsova Rufina Vasilievna, Kondratieva Irina Yurievna, Gurkina Lyubov' Kirillovna | j, o                                                       |
| Grothens Globe                                                         |      | | g, h                                                       |
| Grotto                                                                 |      | | g, h                                                       |
| Grotyla                                                                |      | Züchter: Gautier Semences Sas (Fr) | j                                                          |
| Groucho                                                                |      | Züchter: Capital Genetic Ebt, S.L. | j, o                                                       |
| Ground Raspberry                                                       |      | | c, d                                                       |
| Groundforce                                                            |      | | j                                                          |
| Grousha Tcheornaya                                                     |      | | d                                                          |
| Growdena                                                               |      | Züchter: Syngenta Seeds B.V. | j                                                          |
| Growers Pride                                                          |      | | j, o                                                       |
| Grownet                                                                |      | Züchter: Syngenta Seeds B.V. | j, o                                                       |
| Grozdevoj                                                              |      | Züchter: Alekseev Yurij Borisovich | j                                                          |
| Groznenskiy                                                            |      | | d                                                          |
| Grozney 91                                                             |      | | c, d                                                       |
| Grub's Mystery Green                                                   |      | | c, d                                                       |
| Grub's Mystery Green Pl                                                |      | | e                                                          |
| Grub's Mystery Green Regular Leaf                                      |      | | d, e                                                       |
| Grub's Mystery Green X Shannons                                        |      | | c, d                                                       |
| Grueso                                                                 |      | | c, d                                                       |
| Grueso Liso Chemin                                                     |      | | c, d                                                       |
| Grumira                                                                |      | Züchter: Syngenta Seeds B.V. | j                                                          |
| Grundovyj Alpatieva                                                    |      | | g, h                                                       |
| Grüne Beere                                                            |      | | c                                                          |
| Grüne Helarios                                                         |      | | c, d, e, g, h, n                                           |
| Grüne Rispentomate                                                     |      | | c, m                                                       |
| Grüne Russische                                                        |      | | m                                                          |
| Grüne Von Der Moldau                                                   |      | | c, n                                                       |
| Grüne Von Helarios                                                     |      | | b, f                                                       |
| Grüne Zebra Birne                                                      |      | | c                                                          |
| Grüner Ananasbusch                                                     |      | | e                                                          |
| Grünes Zebra                                                           |      | | m                                                          |
| Grünes Zebra-Birnchen (oder: M. Pollan)                                |      | | e                                                          |
| Grüngelb Gestreiftes Mini-Ei                                           |      | | c, m                                                       |
| Grungy In The Sky                                                      |      | | d                                                          |
| Grungy In The Sky Bicolor                                              |      | | d                                                          |
| Grünstreifige Aus Den Anden                                            |      | | n                                                          |
| Grunt's Gold                                                           |      | | c, d                                                       |
| Gruntovyj Gribovskij 1180                                              |      | | j                                                          |
| Gruntovyj Skorospelyj                                                  |      | | g, h                                                       |
| Gruntowy                                                               |      | | c, d, e, n                                                 |
| Gruntowy Gribowsky                                                     |      | | c, g, h                                                    |
| Gruntowy Gribowsky 1180                                                |      | | d                                                          |
| Gruntowy Karlowy                                                       |      | | c                                                          |
| Grunya                                                                 |      | Züchter: Tarasov Yurij Dmitrievich | j                                                          |
| Gruscha Tschernaja                                                     |      | | c, m                                                       |
| Gruschevij                                                             |      | | c, d                                                       |
| Gruschka                                                               |      | | c                                                          |
| Grusha Krasnaja (oder: Rote Birne)                                     |      | | c                                                          |
| Grusha Krasnaya                                                        |      | Züchter: Vasilevskij Viktor Anatolievich, Nalizhityj Vladimir Maksimovich, Korotkov Sergej Anatolievich, Kochkin Aleksandr Viktorovich | j                                                          |
| Grusha Orangewaja                                                      |      | | c                                                          |
| Grusha Rozovaya                                                        |      | Züchter: Korochkin Vladislav Leontievich, Korotkov Sergej Anatolievich, Dynnik Anatolij Vasilievich, Kochkin Aleksandr Viktorovich | d, j                                                       |
| Grusheviy                                                              |      | | c                                                          |
| Grushka                                                                |      | | d                                                          |
| Grushka Konservnaya                                                    |      | Züchter: Lukiyanenko Anatolij Nikitovich, Dubinin Sergej Vladimirovich, Dubinina Irina Nikolaevna | j                                                          |
| Grushka Krasnaya                                                       |      | Züchter: Nastenko Nataliya Viktorovna, Kachajnik Vladimir Georgievich, Gul'Kin Mihail Nikolaevich | j                                                          |
| Grushovka                                                              |      | | c, d, e, g, h, k                                           |
| Grushovka Rozovaya                                                     |      | Züchter: Kamanin Andrej Aleksandrovich, Potapov Pavel Nikolaevich | j                                                          |
| Grushovka X F1 (oder: Green Zebra X Sungold)                           |      | | d                                                          |
| Grusinien                                                              |      | | c                                                          |
| Gružanski Zlatni                                                       |      | Züchter: Institut Za Povrtarstvo, S.Palanka | j                                                          |
| Gryphon                                                                |      | Züchter: Degreef Paul | j, o                                                       |
| Gryphon F1                                                             |      | | j                                                          |
| Gs 005                                                                 |      | Züchter: Hatanaka Makoto, Yokokawa Takehiro | j, o                                                       |
| Gs 10                                                                  |      | | j                                                          |
| Gs 10 F1                                                               |      | | j                                                          |
| Gs 111                                                                 |      | | k                                                          |
| Gs 114                                                                 |      | | k                                                          |
| Gs 12                                                                  |      | Züchter: Syngenta Seeds B.V. | j, o                                                       |
| Gs 20                                                                  |      | | j                                                          |
| Gs X                                                                   |      | | j                                                          |
| Gs X F1                                                                |      | | j                                                          |
| Gsh 9535 (oder: Acn-302 / Hilal)                                       |      | | j                                                          |
| Gsh 9555 (oder: Acn-303 / Toptas)                                      |      | | j                                                          |
| Gsh 9556 (oder: Acn-304 / Tosya)                                       |      | | j                                                          |
| Gsm 6002                                                               |      | | j                                                          |
| Gsm 604                                                                |      | | j                                                          |
| Gsm Df 213                                                             |      | | j                                                          |
| Guadajira                                                              |      | Züchter: Sia (Extrema), E. Ensy (Malag) | j, o                                                       |
| Guadajoz                                                               |      | Züchter: Petoseed Co. Inc. | j, o                                                       |
| Guadalete                                                              |      | Züchter: Petoseed Co Inc (Us) | j, o                                                       |
| Guadalhorce                                                            |      | Züchter: Petoseed Co. Inc. | j, o                                                       |
| Guadalquivir                                                           |      | Züchter: Petoseed Co. Inc. | j, o                                                       |
| Guadiana                                                               |      | Züchter: Petoseed Co. Inc. | j, o                                                       |
| Guadivia                                                               |      | Züchter: Nunza Bv | j, o                                                       |
| Guaimaro                                                               |      | | n                                                          |
| Guaipo Inta                                                            |      | Züchter: Eea Salta | j                                                          |
| Gualdino                                                               |      | | j                                                          |
| Guanche                                                                |      | Züchter: Syngenta Crop Protection AG | j, o                                                       |
| Guarapo                                                                |      | Züchter: Hazera Genetics | j, o                                                       |
| Guardian                                                               |      | | j                                                          |
| Guardior                                                               |      | Züchter: Hm Clause Sa (Fr) | j, o                                                       |
| Guardsman                                                              |      | Züchter: Glasshouse Crops Research | j, o                                                       |
| Guason                                                                 |      | | j                                                          |
| Guay                                                                   |      | Züchter: Ferry Morse | j, o                                                       |
| Guayacan                                                               |      | | j                                                          |
| Guernsey Island                                                        |      | | c, d, e, f, g, h, m, n                                     |
| Guernsey Island Pink                                                   |      | | c                                                          |
| Guernsey Island Pink Blush (oder: Guernsey Pink Blush)                 |      | | d, f                                                       |
| Guerrero                                                               |      | Züchter: Vilmorin Sa (Fr) | j                                                          |
| Guido                                                                  |      | | c, d                                                       |
| Guillen                                                                |      | Züchter: Blumen Group S.P.A. | j, o                                                       |
| Guilty                                                                 |      | Züchter: Southern Seed S.R.L. | j                                                          |
| Guindilla                                                              |      | | j                                                          |
| Guindo                                                                 |      | Züchter: Rijk Zwaan Zaadteelt En Zaadhandel B.V. | j                                                          |
| Guiomar                                                                |      | Züchter: Meridiem Seeds, S.L. | j, o                                                       |
| Guirre                                                                 |      | Züchter: Capital Genetic Ebt, S.L. | j, o                                                       |
| Guiza                                                                  |      | | j                                                          |
| Guker's                                                                |      | | d                                                          |
| Guker's Special                                                        |      | | c, d                                                       |
| Gul Sara                                                               |      | | c                                                          |
| Gülden                                                                 |      | | j                                                          |
| Gülevsen Eç 10848                                                      |      | | j                                                          |
| Gulf State Market                                                      |      | | c, d                                                       |
| Gulliver                                                               |      | Züchter: Myazina Lyubov' Anatolievna | c, d, e, j                                                 |
| Gulmohor                                                               |      | | j                                                          |
| Gulnur                                                                 |      | | j                                                          |
| Gülpembe                                                               |      | | j                                                          |
| Gundula                                                                |      | Züchter: Harald Kleim | c, d, e, j, n, o                                           |
| Güney Köy                                                              |      | | j                                                          |
| Gunin                                                                  |      | | j                                                          |
| Gunmaamaaka 1 Go                                                       |      | Züchter: Yamada Fuminori, Yutani Yuzuru, Tataki Hideo, Ushiama Masamichi | j, o                                                       |
| Gunmaamaaka 2 Go                                                       |      | Züchter: Yamada Fuminori, Yutani Yuzuru, Tataki Hideo, Ushiama Masamichi | j, o                                                       |
| Gunnar                                                                 |      | | j                                                          |
| Gunnell's                                                              |      | | c, d                                                       |
| Gurbuz                                                                 |      | | j                                                          |
| Gürcan                                                                 |      | | j                                                          |
| Gurman                                                                 |      | Züchter: Alpatiev Aleksandr Vasilievich, Skvortsova Rufina Vasilievna, Kondratieva Irina Yurievna | j                                                          |
| Gurme                                                                  |      | | j                                                          |
| Guru                                                                   |      | | j                                                          |
| Gus' Heart                                                             |      | | c, d                                                       |
| Gusar                                                                  |      | Züchter: Guseva Lyudmila Ivanovna, Nikulaesh Mihail Dmitrievich, Atluhanov Atluhan Magomedsherifovich | j                                                          |
| Gusti                                                                  |      | | n                                                          |
| Gustino                                                                |      | Züchter: Enza Zaden Beheer B.V. | j, o                                                       |
| Gusto                                                                  |      | | j                                                          |
| Gusto Delight                                                          |      | Züchter: House Of Inventions B.V. | j                                                          |
| Gustomiel                                                              |      | Züchter: Syngenta Crop Protection AG | j, o                                                       |
| Gustoso                                                                |      | | j                                                          |
| Guty                                                                   |      | Züchter: De Ruiter Seeds | j, o                                                       |
| Güven Mt 6031                                                          |      | | j                                                          |
| Guyana                                                                 |      | Züchter: Rijk Zwaan Zaadteelt En Zaadhandel B.V. | j                                                          |
| Güzide 9 T 9714                                                        |      | | j                                                          |
| Güzin 9 T 7240                                                         |      | | j                                                          |
| Gv 56585                                                               |      | Züchter: Graines Voltz (Fr) | j                                                          |
| Gv 56631                                                               |      | Züchter: Graines Voltz (Fr) | j                                                          |
| Gvidon                                                                 |      | Züchter: Gavrish Sergej Fedorovich, Morev Viktor Vasilievich, Amcheslavskaya Elena Valentinovna, Volok Olga Anatolievna | j                                                          |
| Gw 111319                                                              |      | | j                                                          |
| Gwendolin                                                              |      | Züchter: Syngenta Seeds B.V. | j                                                          |
| Gyaur                                                                  |      | Züchter: Gavrish Sergej Fedorovich, Morev Viktor Vasilievich, Amcheslavskaya Elena Valentinovna, Degovtsova Tatiyana Vladimirovna, Volok Olga Anatolievna, Gladkov Dmitrij Sergeevich, Volkov Aleksandr Aleksandrovich, Semenova Anna Nikolaevna, Artemieva Galina Mihajlovna, Redichkina Tatiyana Aleksandrovna | j                                                          |
| Gyongyi                                                                |      | Züchter: Sakata Vegenetics (Pty) Ltd (Za) | j                                                          |
| Gypsy                                                                  |      | Züchter: Sunseeds Ltd | d, j                                                       |
| Gyula                                                                  |      | | n                                                          |